# FIDE Grand Prix 2012–13
A FIDE Grand Prix 2012–13 egy kiemelt erősségű sakkversenysorozat a Nemzetközi Sakkszövetség (FIDE) szervezésében, amely hat versenyből állt. A versenysorozat a 2014-es sakkvilágbajnokság kvalifikációs versenysorozatának egyik eleme, amelyről az első két helyezett szerezhetett kvalifikációt a világbajnokjelöltek versenyére. Ez utóbbi verseny győztese mérkőzhetett meg a regnáló világbajnokkal a világbajnoki címért. A Grand Prix-győzelmet a bolgár Veszelin Topalov szerezte meg az azeri Sahrijar Mamedjarov előtt.

## A versenysorozat
A versenysorozat hat versenyből állt, amelyek közül minden résztvevőnek négy versenyen kellett elindulnia. A versenysorozatra 18 versenyző kapott meghívást, közülük minden versenyen 12-en játszottak körmérkőzéses formában.

### A versenyek helyszíne és időpontja
A versenyek helyszíne és időpontja a következő volt:
- 2012. szeptember 21. – október 3. London, Anglia
- 2012. november 22. – december 4. Taskent, Üzbegsztán
- 2013. április 18–30. Zug, Svájc (új helyszín Lisszabon, Portugália helyett)[1]
- 2013. május 22. – június 3. Szaloniki, Görögország (új helyszín Madrid, Spanyolország helyett)[2]
- 2013. július 4–16. Peking, Kína (új helyszín Berlin, Németország helyett)[3]
- 2013. szeptember 22. – október 4. Párizs, Franciaország.

### Az eredmények pontozása és a díjazás
A versenyeken elért helyezésekért előre meghatározott pontszám járt, és ezek összesített eredménye alapján hirdették ki a győztest és a helyezetteket. Holtverseny esetén a helyezéseknek megfelelő pontokat, illetve díjakat összeadták, és elosztották a holtversenyben végzettek számával. A négy versenyeredmény közül a legjobb hármat vették figyelembe. A versenysorozat végeredményét ennek figyelembe vételével a versenyeken összesen szerzett pontok adták. A versenysorozat végén az összesített eredmény alapján az első kilenc helyezett még külön díjazásban részesült.
| H. | Versenydíj euró | Végeredmény díj euró | Grand Prix pontok |
| -- | --------------- | -------------------- | ----------------- |
| 1  | 25 000          | 100 000              | 170               |
| 2  | 22 000          | 80 000               | 140               |
| 3  | 20 000          | 60 000               | 110               |
| 4  | 17 500          | 50 000               | 90                |
| 5  | 15 000          | 40 000               | 80                |
| 6  | 13 000          | 30 000               | 70                |
| 7  | 12 000          | 25 000               | 60                |
| 8  | 11 000          | 20 000               | 50                |
| 9  | 10 000          | 15 000               | 40                |
| 10 | 9 000           | –                    | 30                |
| 11 | 8 000           | –                    | 20                |
| 12 | 7 000           | –                    | 10                |

## A résztvevők

### A kvalifikációt szerzett versenyzők
A Nemzetközi Sakkszövetség (FIDE) 2012. júliusban nyilvánosságra hozta azoknak a versenyzőknek a névsorát, akik kvalifikációt szereztek a Grand Prix versenysorozatára. A világranglista három legmagasabb Élő-pontszámmal rendelkező versenyzője, Magnus Carlsen, Levon Aronján és Vlagyimir Kramnyik nem indult el. Ugyancsak távol maradt a világbajnoki címet viselő Visuvanádan Ánand is.
| Versenyző              | Ország                    | Kvalifikáció                                                           |
| ---------------------- | ------------------------- | ---------------------------------------------------------------------- |
| Borisz Gelfand         | Izrael                    | 2012-es sakkvilágbajnokság                                             |
| Peter Szvidler         | Oroszország               | 2011-es sakkvilágkupa                                                  |
| Alekszandr Griscsuk    | Oroszország               | 2011-es sakkvilágkupa                                                  |
| Vaszil Ivancsuk        | Ukrajna                   | 2011-es sakkvilágkupa                                                  |
| Ruszlan Ponomarjov     | Ukrajna                   | 2011-es sakkvilágkupa                                                  |
| Tejmur Radzsabov       | Azerbajdzsán              | FIDE Élő-pontszám alapján (2011. július és 2012. január közötti átlag) |
| Szergej Karjakin       | Oroszország               | FIDE Élő-pontszám alapján (2011. július és 2012. január közötti átlag) |
| Nakamura Hikaru        | Amerikai Egyesült Államok | FIDE Élő-pontszám alapján (2011. július és 2012. január közötti átlag) |
| Veszelin Topalov       | Bulgária                  | FIDE Élő-pontszám alapján (2011. július és 2012. január közötti átlag) |
| Sahrijar Mamedjarov    | Azerbajdzsán              | FIDE Élő-pontszám alapján (2011. július és 2012. január közötti átlag) |
| Vugar Gashimov         | Azerbajdzsán              | FIDE Élő-pontszám alapján (2011. július és 2012. január közötti átlag) |
| Fabiano Caruana        | Olaszország               | FIDE-elnök szabadkártyása                                              |
| Alekszandr Morozevics  | Oroszország               | Az AGON szabadkártyásai                                                |
| Vang Hao               | Kína                      | Az AGON szabadkártyásai                                                |
| Lékó Péter             | Magyarország              | Az AGON szabadkártyásai                                                |
| Leinier Domínguez      | Kuba                      | Az AGON szabadkártyásai                                                |
| Anish Giri             | Hollandia                 | Az AGON szabadkártyásai                                                |
| Rusztam Kaszimdzsanov  | Üzbegisztán               | Az AGON szabadkártyásai                                                |
| Michael Adams          | Anglia                    | Helyettesítők                                                          |
| Gata Kamsky            | Amerikai Egyesült Államok | Helyettesítők                                                          |
| Étienne Bacrot         | Franciaország             | Helyettesítők                                                          |
| Vang Jüe               | Kína                      | Helyettesítők                                                          |
| Jevgenyij Tomasevszkij | Oroszország               | Helyettesítők                                                          |
| Laurent Fressinet      | Franciaország             | Helyettesítők                                                          |

Helyettesítések
- A londoni versenyen a családi okok miatt részvételét lemondó Peter Szvidler helyett Michael Adams játszott.[6] *Gata Kamsky helyettesítette az egészségügyi problémák miatt a versenysorozaton való részvételtől visszalépni kényszerülő Vugar Gashimovot.[7]
- A Szalonikiben rendezett versenyen Étienne Bacrot helyettesítette Tejmur Radzsabovot, aki személyes okok miatt nem tudott részt venni a versenyen.[8]
- A Pekingben rendezett versenyen Vang Jüe helyettesítette Tejmur Radzsabovot, aki gyermeke születése miatt maradt távol.[9]
- Jevgenyij Tomasevszkij, Laurent Fressinet és Étienne Bacrot helyettesítette Szergej Karjakint, Tejmur Radzsabovot és Peter Szvidlert Párizsban.[10]

## A versenyek eredményei

### London 2012
| H. | Versenyző             | Ország                    | Élő-p. | 1 | 2 | 3 | 4 | 5 | 6 | 7 | 8 | 9 | 10 | 11 | 12 | Össz | SB    | Telj. érték | GP-pont |
| -- | --------------------- | ------------------------- | ------ | - | - | - | - | - | - | - | - | - | -- | -- | -- | ---- | ----- | ----------- | ------- |
| 1  | Veszelin Topalov      | Bulgária                  | 2752   | X | ½ | ½ | ½ | ½ | ½ | ½ | 1 | ½ | 1  | 1  | ½  | 7    | 36.25 | 2834        | 140     |
| 2  | Borisz Gelfand        | Izrael                    | 2738   | ½ | X | ½ | 0 | ½ | 1 | 1 | ½ | 1 | ½  | ½  | 1  | 7    | 35.75 | 2836        | 140     |
| 3  | Sahrijar Mamedjarov   | Azerbajdzsán              | 2729   | ½ | ½ | X | 0 | ½ | ½ | ½ | ½ | 1 | 1  | 1  | 1  | 7    | 34.75 | 2836        | 140     |
| 4  | Alekszandr Griscsuk   | Oroszország               | 2754   | ½ | 1 | 1 | X | ½ | ½ | ½ | ½ | ½ | ½  | ½  | ½  | 6½   | 36.75 | 2801        | 90      |
| 5  | Lékó Péter            | Magyarország              | 2737   | ½ | ½ | ½ | ½ | X | ½ | ½ | 1 | ½ | ½  | ½  | ½  | 6    | 32.50 | 2770        | 80      |
| 6  | Vang Hao              | Kína                      | 2742   | ½ | 0 | ½ | ½ | ½ | X | ½ | ½ | ½ | ½  | ½  | 1  | 5½   | 28.75 | 2739        | 70      |
| 7  | Michael Adams         | Anglia                    | 2722   | ½ | 0 | ½ | ½ | ½ | ½ | X | ½ | 0 | ½  | ½  | 1  | 5    | 26.75 | 2709        | 55      |
| 8  | Vaszil Ivancsuk       | Ukrajna                   | 2769   | 0 | ½ | ½ | ½ | 0 | ½ | ½ | X | ½ | ½  | ½  | 1  | 5    | 26.00 | 2705        | 55      |
| 9  | Rusztam Kaszimdzsanov | Üzbegisztán               | 2684   | ½ | 0 | 0 | ½ | ½ | ½ | 1 | ½ | X | ½  | ½  | 0  | 4½   | 24.25 | 2680        | 35      |
| 10 | Leinier Domínguez     | Kuba                      | 2725   | 0 | ½ | 0 | ½ | ½ | ½ | ½ | ½ | ½ | X  | ½  | ½  | 4½   | 23.75 | 2677        | 35      |
| 11 | Anish Giri            | Hollandia                 | 2730   | 0 | ½ | 0 | ½ | ½ | ½ | ½ | ½ | ½ | ½  | X  | 0  | 4    | 22.00 | 2643        | 15      |
| 12 | Nakamura Hikaru       | Amerikai Egyesült Államok | 2783   | ½ | 0 | 0 | ½ | ½ | 0 | 0 | 0 | 1 | ½  | 1  | X  | 4    | 20.50 | 2638        | 15      |

### Taskent 2012
| H. | Versenyző             | Ország                    | Élő-p. | 1 | 2 | 3 | 4 | 5 | 6 | 7 | 8 | 9 | 10 | 11 | 12 | Össz | Ee[13] | Nyert | SB    | Telj. érték | GP-pont |
| -- | --------------------- | ------------------------- | ------ | - | - | - | - | - | - | - | - | - | -- | -- | -- | ---- | ------ | ----- | ----- | ----------- | ------- |
| 1  | Szergej Karjakin      | Oroszország               | 2775   | X | ½ | 1 | ½ | 0 | ½ | ½ | ½ | 1 | ½  | 1  | ½  | 6½   | 1.5    | 3     | 34.75 | 2808        | 140     |
| 2  | Vang Hao              | Kína                      | 2737   | ½ | X | ½ | 1 | 1 | 0 | ½ | ½ | ½ | ½  | ½  | 1  | 6½   | 1      | 3     | 34.50 | 2811        | 140     |
| 3  | Alekszandr Morozevics | Oroszország               | 2748   | 0 | ½ | X | 1 | ½ | ½ | ½ | 1 | 0 | ½  | 1  | 1  | 6½   | 0.5    | 4     | 33.25 | 2810        | 140     |
| 4  | Fabiano Caruana       | Olaszország               | 2786   | ½ | 0 | 0 | X | ½ | ½ | ½ | ½ | ½ | 1  | 1  | 1  | 6    | 1      | 3     | 29.50 | 2776        | 80      |
| 5  | Sahrijar Mamedjarov   | Azerbajdzsán              | 2764   | 1 | 0 | ½ | ½ | X | ½ | 1 | ½ | ½ | ½  | ½  | ½  | 6    | 1      | 2     | 32.75 | 2777        | 80      |
| 6  | Rusztam Kaszimdzsanov | Üzbegisztán               | 2696   | ½ | 1 | ½ | ½ | ½ | X | ½ | ½ | ½ | ½  | ½  | ½  | 6    | 1      | 1     | 33.25 | 2783        | 80      |
| 7  | Peter Szvidler        | Oroszország               | 2747   | ½ | ½ | ½ | ½ | 0 | ½ | X | ½ | 1 | ½  | ½  | ½  | 5½   | 1.5    | 1     | 30.00 | 2747        | 50      |
| 8  | Lékó Péter            | Magyarország              | 2732   | ½ | ½ | 0 | ½ | ½ | ½ | ½ | X | ½ | ½  | ½  | 1  | 5½   | 1      | 1     | 28.75 | 2748        | 50      |
| 9  | Ruszlan Ponomarjov    | Ukrajna                   | 2741   | 0 | ½ | 1 | ½ | ½ | ½ | 0 | ½ | X | ½  | 1  | ½  | 5½   | 0.5    | 2     | 29.50 | 2747        | 50      |
| 10 | Borisz Gelfand        | Izrael                    | 2751   | ½ | ½ | ½ | 0 | ½ | ½ | ½ | ½ | ½ | X  | ½  | 0  | 4½   | 0      | 0     | 26.00 | 2683        | 30      |
| 11 | Leinier Domínguez     | Kuba                      | 2726   | 0 | ½ | 0 | 0 | ½ | ½ | ½ | ½ | 0 | ½  | X  | 1  | 4    | 0      | 1     | 20.50 | 2652        | 20      |
| 12 | Gata Kamsky           | Amerikai Egyesült Államok | 2762   | ½ | 0 | 0 | 0 | ½ | ½ | ½ | 0 | ½ | 1  | 0  | X  | 3½   | 0      | 1     | 19.25 | 2614        | 10      |

### Zug 2013
| H. | Versenyző             | Ország                    | Élő-p. | 1 | 2 | 3 | 4 | 5 | 6 | 7 | 8 | 9 | 10 | 11 | 12 | Össz | Ee[13] | Nyert | SB    | Telj. érték | GP-pont |
| -- | --------------------- | ------------------------- | ------ | - | - | - | - | - | - | - | - | - | -- | -- | -- | ---- | ------ | ----- | ----- | ----------- | ------- |
| 1  | Veszelin Topalov      | Bulgária                  | 2771   | X | 1 | ½ | 1 | ½ | 1 | 1 | ½ | 1 | ½  | ½  | ½  | 8    | 0      | 5     | 43.00 | 2924        | 170     |
| 2  | Nakamura Hikaru       | Amerikai Egyesült Államok | 2767   | 0 | X | ½ | ½ | ½ | 1 | ½ | ½ | ½ | ½  | 1  | 1  | 6½   | 0      | 3     | 33.00 | 2818        | 140     |
| 3  | Ruszlan Ponomarjov    | Ukrajna                   | 2733   | ½ | ½ | X | 1 | 1 | ½ | ½ | ½ | ½ | 0  | ½  | ½  | 6    | 1      | 2     | 33.50 | 2789        | 100     |
| 4  | Fabiano Caruana       | Olaszország               | 2772   | 0 | ½ | 0 | X | 1 | ½ | ½ | ½ | ½ | 1  | 1  | ½  | 6    | 0      | 3     | 30.25 | 2785        | 100     |
| 5  | Gata Kamsky           | Amerikai Egyesült Államok | 2741   | ½ | ½ | 0 | 0 | X | 1 | 1 | ½ | ½ | 1  | 0  | ½  | 5½   | 1      | 3     | 29.50 | 2756        | 75      |
| 6  | Alekszandr Morozevics | Oroszország               | 2758   | 0 | 0 | ½ | ½ | 0 | X | ½ | 1 | ½ | 1  | 1  | ½  | 5½   | 0      | 3     | 27.25 | 2756        | 75      |
| 7  | Szergej Karjakin      | Oroszország               | 2786   | 0 | ½ | ½ | ½ | 0 | ½ | X | ½ | ½ | ½  | ½  | 1  | 5    | 1      | 1     | 26.00 | 2722        | 50      |
| 8  | Anish Giri            | Hollandia                 | 2727   | ½ | ½ | ½ | ½ | ½ | 0 | ½ | X | ½ | ½  | ½  | ½  | 5    | 1      | 0     | 27.75 | 2727        | 50      |
| 9  | Lékó Péter            | Magyarország              | 2744   | 0 | ½ | ½ | ½ | ½ | ½ | ½ | ½ | X | ½  | ½  | ½  | 5    | 1      | 0     | 26.50 | 2725        | 50      |
| 10 | Tejmur Radzsabov      | Azerbajdzsán              | 2793   | ½ | ½ | 1 | 0 | 0 | 0 | ½ | ½ | ½ | X  | ½  | ½  | 4½   | 1      | 1     | 25.25 | 2689        | 20      |
| 11 | Rusztam Kaszimdzsanov | Üzbegisztán               | 2709   | ½ | 0 | ½ | 0 | 1 | 0 | ½ | ½ | ½ | ½  | X  | ½  | 4½   | 1      | 1     | 24.50 | 2696        | 20      |
| 12 | Sahrijar Mamedjarov   | Azerbajdzsán              | 2766   | ½ | 0 | ½ | ½ | ½ | ½ | 0 | ½ | ½ | ½  | ½  | X  | 4½   | 1      | 0     | 25.00 | 2691        | 20      |

### Szaloniki 2013
| H. | Versenyző             | Ország                    | Élő-p. | 1 | 2 | 3 | 4 | 5 | 6 | 7 | 8 | 9 | 10 | 11 | 12 | Össz | Ee[13] | Nyert | SB    | Telj. érték | GP-pont |
| -- | --------------------- | ------------------------- | ------ | - | - | - | - | - | - | - | - | - | -- | -- | -- | ---- | ------ | ----- | ----- | ----------- | ------- |
| 1  | Leinier Domínguez     | Kuba                      | 2723   | X | 1 | 0 | ½ | ½ | 1 | ½ | 1 | 1 | ½  | 1  | 1  | 8    | 0      | 6     | 40.00 | 2926        | 170     |
| 2  | Fabiano Caruana       | Olaszország               | 2774   | 0 | X | 1 | ½ | ½ | ½ | ½ | 1 | ½ | 1  | 1  | 1  | 7½   | 1      | 5     | 37.00 | 2883        | 125     |
| 3  | Gata Kamsky           | Amerikai Egyesült Államok | 2741   | 1 | 0 | X | ½ | ½ | 1 | 1 | ½ | 1 | ½  | 1  | ½  | 7½   | 0      | 5     | 39.00 | 2886        | 125     |
| 4  | Ruszlan Ponomarjov    | Ukrajna                   | 2742   | ½ | ½ | ½ | X | ½ | 0 | ½ | ½ | ½ | 1  | ½  | 1  | 6    | 0.5    | 2     | 31.00 | 2785        | 85      |
| 5  | Alekszandr Griscsuk   | Oroszország               | 2779   | ½ | ½ | ½ | ½ | X | ½ | 1 | ½ | ½ | ½  | ½  | ½  | 6    | 0.5    | 1     | 32.50 | 2782        | 85      |
| 6  | Rusztam Kaszimdzsanov | Üzbegisztán               | 2699   | 0 | ½ | 0 | 1 | ½ | X | 1 | ½ | ½ | ½  | ½  | ½  | 5½   | 0      | 2     | 28.00 | 2757        | 70      |
| 7  | Nakamura Hikaru       | Amerikai Egyesült Államok | 2775   | ½ | ½ | 0 | ½ | 0 | 0 | X | 1 | 1 | ½  | ½  | ½  | 5    | 0      | 2     | 25.50 | 2720        | 60      |
| 8  | Veszelin Topalov      | Bulgária                  | 2793   | 0 | 0 | ½ | ½ | ½ | ½ | 0 | X | ½ | 0  | 1  | 1  | 4½   | 0.5    | 2     | 22.25 | 2686        | 45      |
| 9  | Peter Szvidler        | Oroszország               | 2769   | 0 | ½ | 0 | ½ | ½ | ½ | 0 | ½ | X | 1  | 0  | 1  | 4½   | 0.5    | 2     | 22.25 | 2688        | 45      |
| 10 | Étienne Bacrot        | Franciaország             | 2725   | ½ | 0 | ½ | 0 | ½ | ½ | ½ | 1 | 0 | X  | ½  | 0  | 4    | 0.5    | 1     | 22.50 | 2659        | 25      |
| 11 | Alekszandr Morozevics | Oroszország               | 2760   | 0 | 0 | 0 | ½ | ½ | ½ | ½ | 0 | 1 | ½  | X  | ½  | 4    | 0.5    | 1     | 19.50 | 2656        | 25      |
| 12 | Vaszil Ivancsuk       | Ukrajna                   | 2755   | 0 | 0 | ½ | 0 | ½ | ½ | ½ | 0 | 0 | 1  | ½  | X  | 3½   | 0      | 1     | 18.00 | 2621        | 10      |

### Peking 2013
| H. | Versenyző             | Ország                    | Élő-p. | 1 | 2 | 3 | 4 | 5 | 6 | 7 | 8 | 9 | 10 | 11 | 12 | Össz | Ee[13] | Nyert | SB    | Telj. érték | GP-pont |
| -- | --------------------- | ------------------------- | ------ | - | - | - | - | - | - | - | - | - | -- | -- | -- | ---- | ------ | ----- | ----- | ----------- | ------- |
| 1  | Sahrijar Mamedjarov   | Azerbajdzsán              | 2761   | X | 0 | 1 | ½ | 1 | ½ | 0 | 1 | ½ | 1  | 1  | ½  | 7    | 0      | 5     | 37.00 | 2847        | 170     |
| 2  | Alekszandr Griscsuk   | Oroszország               | 2780   | 1 | X | ½ | ½ | ½ | 1 | ½ | ½ | 0 | ½  | ½  | 1  | 6½   | 0      | 3     | 35.25 | 2812        | 140     |
| 3  | Veszelin Topalov      | Bulgária                  | 2767   | 0 | ½ | X | ½ | 1 | ½ | 1 | 0 | 1 | ½  | ½  | ½  | 6    | 0.5    | 3     | 31.75 | 2781        | 100     |
| 4  | Lékó Péter            | Magyarország              | 2737   | ½ | ½ | ½ | X | 1 | ½ | ½ | ½ | ½ | ½  | ½  | ½  | 6    | 0.5    | 1     | 32.75 | 2784        | 100     |
| 5  | Szergej Karjakin      | Oroszország               | 2776   | 0 | ½ | 0 | 0 | X | ½ | 1 | 1 | ½ | 1  | ½  | ½  | 5½   | 2.5    | 3     | 28.75 | 2750        | 65      |
| 6  | Vang Jüe              | Kína                      | 2705   | ½ | 0 | ½ | ½ | ½ | X | ½ | ½ | ½ | 1  | 0  | 1  | 5½   | 1.5    | 2     | 28.75 | 2755        | 65      |
| 7  | Alekszandr Morozevics | Oroszország               | 2736   | 1 | ½ | 0 | ½ | 0 | ½ | X | ½ | 1 | ½  | 0  | 1  | 5½   | 1      | 3     | 29.75 | 2752        | 65      |
| 8  | Anish Giri            | Hollandia                 | 2734   | 0 | ½ | 1 | ½ | 0 | ½ | ½ | X | 1 | 0  | ½  | 1  | 5½   | 1      | 3     | 28.75 | 2753        | 65      |
| 9  | Borisz Gelfand        | Izrael                    | 2773   | ½ | 1 | 0 | ½ | ½ | ½ | 0 | 0 | X | ½  | 1  | ½  | 5    | 1.5    | 2     | 27.75 | 2718        | 30      |
| 10 | Vang Hao              | Kína                      | 2752   | 0 | ½ | ½ | ½ | 0 | 0 | ½ | 1 | ½ | X  | ½  | 1  | 5    | 1      | 2     | 26.00 | 2720        | 30      |
| 11 | Vaszil Ivancsuk       | Ukrajna                   | 2733   | 0 | ½ | ½ | ½ | ½ | 1 | 1 | ½ | 0 | ½  | X  | 0  | 5    | 0.5    | 2     | 28.25 | 2722        | 30      |
| 12 | Gata Kamsky           | Amerikai Egyesült Államok | 2763   | ½ | 0 | ½ | ½ | ½ | 0 | 0 | 0 | ½ | 0  | 1  | X  | 3½   | 0      | 1     | 19.75 | 2618        | 10      |

### Párizs 2013
| H. | Versenyző              | Ország                    | Élő-p. | 1 | 2 | 3 | 4 | 5 | 6 | 7 | 8 | 9 | 10 | 11 | 12 | Össz | Ee[13] | Nyert | SB    | Telj. érték | GP-pont |
| -- | ---------------------- | ------------------------- | ------ | - | - | - | - | - | - | - | - | - | -- | -- | -- | ---- | ------ | ----- | ----- | ----------- | ------- |
| 1  | Fabiano Caruana        | Olaszország               | 2779   | X | 1 | 0 | ½ | ½ | ½ | 1 | ½ | 1 | ½  | 1  | ½  | 7    | 1      | 4     | 30.00 | 2840        | 155     |
| 2  | Borisz Gelfand         | Izrael                    | 2764   | 0 | X | 1 | ½ | 1 | 1 | ½ | ½ | ½ | ½  | ½  | 1  | 7    | 0      | 4     | 30.00 | 2841        | 155     |
| 3  | Nakamura Hikaru        | Amerikai Egyesült Államok | 2772   | 1 | 0 | X | 1 | ½ | ½ | 1 | ½ | ½ | ½  | ½  | ½  | 6½   | 1      | 3     | 28.50 | 2807        | 100     |
| 4  | Étienne Bacrot         | Franciaország             | 2723   | ½ | ½ | 0 | X | ½ | ½ | ½ | 1 | ½ | ½  | 1  | 1  | 6½   | 0      | 3     | 28.00 | 2811        | 100     |
| 5  | Alekszandr Griscsuk    | Oroszország               | 2785   | ½ | 0 | ½ | ½ | X | ½ | 1 | ½ | ½ | ½  | 0  | 1  | 5½   | ½      | 2     | 23.75 | 2743        | 75      |
| 6  | Leinier Domínguez      | Kuba                      | 2757   | ½ | 0 | ½ | ½ | ½ | X | ½ | ½ | ½ | ½  | ½  | 1  | 5½   | ½      | 1     | 25.00 | 2745        | 75      |
| 7  | Vaszil Ivancsuk        | Ukrajna                   | 2731   | 0 | ½ | 0 | ½ | 0 | ½ | X | ½ | ½ | 1  | 1  | ½  | 5    | 2      | 2     | 20.75 | 2716        | 45      |
| 8  | Ruszlan Ponomarjov     | Ukrajna                   | 2756   | ½ | ½ | ½ | 0 | ½ | ½ | ½ | X | ½ | ½  | ½  | ½  | 5    | 1½     | 0     | 23.75 | 2714        | 45      |
| 9  | Jevgenyij Tomasevszkij | Oroszország               | 2703   | 0 | ½ | ½ | ½ | ½ | ½ | ½ | ½ | X | ½  | ½  | ½  | 5    | 1½     | 0     | 23.50 | 2718        | 45      |
| 10 | Vang Hao               | Kína                      | 2736   | ½ | ½ | ½ | ½ | ½ | ½ | 0 | ½ | ½ | X  | ½  | ½  | 5    | 1      | 0     | 24.50 | 2716        | 45      |
| 11 | Laurent Fressinet      | Franciaország             | 2708   | 0 | ½ | ½ | 0 | 1 | ½ | 0 | ½ | ½ | ½  | X  | ½  | 4½   | 0      | 1     | 18.75 | 2686        | 20      |
| 12 | Anish Giri             | Hollandia                 | 2737   | ½ | 0 | ½ | 0 | 0 | 0 | ½ | ½ | ½ | ½  | ½  | X  | 3½   | 0      | 0     | 15.50 | 2615        | 10      |

## A végeredmény
Az első helyezések pontjai vastaggal lettek jelölve. Zárójelben a végeredmény számításánál figyelembe nem vett leggyengébb eredmény. Zöld színnel azok a versenyzők lettek kiemelve, akik valamilyen formában kvalifikációt szereztek a világbajnokjelöltek versenyére.
A kiírás szerint az összesítés szerinti első két helyezett, Veszelin Topalov és Sahrijar Mamedjarov jutott tovább a világbajnokjelöltek versenyére. Rajtuk kívül a 2014-es sakkvilágbajnokság világbajnokjelöltek versenyének résztvevője lett Élő-pontszáma alapján Szergej Karjakin, valamint a szervezőbizottság szabadkártyájával Peter Szvidler is.
| H. | Versenyző              | Ország                    | Élő-p. 2012. aug. | London | Taskent | Zug          | Szaloniki    | Peking       | Párizs       | Verseny | Legj. 3. |
| -- | ---------------------- | ------------------------- | ----------------- | ------ | ------- | ------------ | ------------ | ------------ | ------------ | ------- | -------- |
| 1  | Veszelin Topalov       | Bulgária                  | 2752              | 140    | –       | 170          | (45)         | 100          | –            | 4       | 410      |
| 2  | Sahrijar Mamedjarov    | Azerbajdzsán              | 2729              | 140    | 80      | (20)         | –            | 170          | –            | 4       | 390      |
| 3  | Fabiano Caruana        | Olaszország               | 2773              | –      | (80)    | 100          | 125          | –            | 155          | 4       | 380      |
| 4  | Borisz Gelfand         | Izrael                    | 2738              | 140    | (30)    | –            | –            | 30           | 155          | 4       | 325      |
| 5  | Alekszandr Griscsuk    | Oroszország               | 2763              | 90     | –       | –            | 85           | 140          | (75)         | 4       | 315      |
| 6  | Nakamura Hikaru        | Amerikai Egyesült Államok | 2778              | (15)   | –       | 140          | 60           | –            | 100          | 4       | 300      |
| 7  | Alekszandr Morozevics  | Oroszország               | 2770              | –      | 140     | 75           | (25)         | 65           | –            | 4       | 280      |
| 8  | Leinier Domínguez      | Kuba                      | 2725              | 35     | (20)    | –            | 170          | –            | 75           | 4       | 280      |
| 9  | Szergej Karjakin       | Oroszország               | 2785              | –      | 140     | 50           | –            | 65           | –            | 3       | 255      |
| 10 | Vang Hao               | Kína                      | 2726              | 70     | 140     | –            | –            | (30)         | 45           | 4       | 255      |
| 11 | Ruszlan Ponomarjov     | Ukrajna                   | 2734              | –      | 50      | 100          | 85           | –            | (45)         | 4       | 235      |
| 12 | Lékó Péter             | Magyarország              | 2737              | 80     | 50      | (50)         | –            | 100          | –            | 4       | 230      |
| 13 | Gata Kamsky            | Amerikai Egyesült Államok | 2746              | –      | 10      | 75           | 125          | (10)         | –            | 4       | 210      |
| 14 | Rusztam Kaszimdzsanov  | Üzbegisztán               | 2684              | 35     | 80      | (20)         | 70           | –            | –            | 4       | 185      |
| 15 | Vaszil Ivancsuk        | Ukrajna                   | 2769              | 55     | –       | –            | (10)         | 30           | 45           | 4       | 130      |
| 16 | Anish Giri             | Hollandia                 | 2711              | 15     | –       | 50           | –            | 65           | (10)         | 4       | 130      |
| 17 | Étienne Bacrot         | Franciaország             | 2713              | –      | –       | –            | 25           | –            | 100          | 2       | 125      |
| 18 | Peter Szvidler         | Oroszország               | 2749              | –      | 50      | –            | 45           | –            | –            | 2       | 95       |
| 19 | Vang Jüe               | Kína                      | 2685              | –      | –       | –            | –            | 65           | –            | 1       | 65       |
| 20 | Michael Adams          | Anglia                    | 2722              | 55     | –       | –            | –            | –            | –            | 1       | 55       |
| 21 | Jevgenyij Tomasevszkij | Oroszország               | 2730              | –      | –       | –            | –            | –            | 45           | 1       | 45       |
| 22 | Tejmur Radzsabov       | Azerbajdzsán              | 2788              | –      | –       | 20           | –            | –            | –            | 1       | 20       |
| 22 | Laurent Fressinet      | Franciaország             | 2714              | –      | –       | –            | –            | –            | 20           | 1       | 20       |
| –  | Vugar Gashimov         | Azerbajdzsán              | 2737              | –      | –       | visszalépett | visszalépett | visszalépett | visszalépett | –       | –        |